# Balanço previsional
O balanço previsional é um dos três documentos finais que corporizam o planeamento financeiro a curto prazo, resulta do balanço inicial (último balanço real - que indica de onde vem o dinheiro “Origens” e como ele foi aplicado “Aplicações”), da conta previsional de exploração e resultados, do plano de investimentos e do orçamento de tesouraria, naturalmente que a consideração dos efeitos resultantes da interdependência dos exercícios não poderá ser esquecida, sob pena de se cometerem erros por omissão ou duplicação.
Para efectuar as contas previsionais com o máximo rigor é necessário estabelecer um número elevado de pressupostos (evolução da taxa de juro, da inflação, dos preços dos inputs, da progressão das vendas, do número de empregados, etc.). São estes dados, à partida, que vão permitir fazer uma previsão, pelo que, há a necessidade de se verificar o realismo de todos os pressupostos económicos e financeiros. Sendo que, será justificável a introdução de uma margem anual de segurança, sobretudo quando não se domina a realidade económica da empresa, numa percentagem a definir caso a caso sobre todos os custos anuais, excluindo as amortizações.
A importância do balanço previsional como documento analítico e de gestão, resulta do facto de permitir uma avaliação do impacto das políticas de curto prazo sobre o risco financeiro estrutural da empresa, o que pode ser quantificado através da autonomia financeira (capitais próprios/activo total líquido) ou da solvabilidade total (capitais próprios/dívida total).